# Kättinge, Börje socken
Kättinge är en by i Börje socken, Uppsala kommun.
Bynamnet antyder att byn är forntida. Norr om byn på dess marker finns det stora gravfältet RAÄ Börje 274:1, som rymmer inte mindre än 94 runda stensättningar, 4 högar, 7 rektangulära stensättningar. Dessutom finns där 5 skärvstenshögar. Vissa av gravarna som pekar mot yngsta järnålder kan vara ett bygravfält, men storleken och det faktum att gravfältet till största del verkar vara äldre järnålder pekar på att det snarare varit ett bygdegravfält för flera omgivande byar. På byns ägor finns även andra enstaka gravar.
I skriftliga källor omtalas byn första gången 1409 ('Kædhinge'). 1485 sålde skattebonden Erik i Alsta 8 1/3 penningland i byn till sin måg Sven Bårdsson, i de äldsta jordeböckerna på 1540-talet fanns ett mantal om 4 öres 12 penningland och en skattejord om 2 öres och 1/2 penningland i byn.  